# San Giovanni. Esposizione contemplativa del suo Vangelo
San Giovanni. Esposizione contemplativa del suo Vangelo (Johannes) è un commento in quattro volumi al Vangelo secondo Giovanni, dettato dalla mistica Adrienne von Speyr al teologo cattolico Hans Urs von Balthasar, suo direttore spirituale ed editore.

## Contenuto
Secondo il critico Elio Guerriero, tale ampio commento può considerarsi l'opera principale di Adrienne von Speyr, la quale «riconosce a Giovanni quella vicinanza al cuore di Gesù che permette all'apostolo evangelista [...] di rivelare come nessun altro il mondo di Dio. L'esposizione contemplativa del vangelo di Giovanni è, dunque, per l'autrice la via più certa per consentire al cristiano di addentrarsi nei misteri di Dio». L'autrice sviluppa altresì, soprattutto in quest'opera, «una concezione trinitaria incentrata sulla donazione del Padre e l'autoaccettazione obbediente e grata del Figlio per e nello Spirito. Questa concezione trinitaria diviene rilevante tanto per l'immagine di Dio che per la visione dell'uomo».
Adrienne von Speyr iniziò a dettare il testo nel maggio del 1944 e proseguì per l'intero l'anno. Trattandosi della sua prima opera dettata, l'autrice ebbe inizialmente qualche difficoltà, poi superata, come spiegato da Balthasar: «I primissimi dettati (sul prologo di Giovanni) erano nell'espressione ancora goffi; Adrienne esponeva pensieri, esprimeva punti di vista l'uno dopo l'altro senza nesso, tanto che poi dovevano essere collegati fra loro in una redazione definitiva; ma presto si abituò al dettato [...]». L'opera fu stampata dalla casa editrice Johannes Verlag in quattro tomi distinti, fra il 1948 e il 1949. Gli ultimi due volumi, I discorsi di addio e Nascita della Chiesa, non sono ancora usciti in lingua italiana, tuttavia alcuni estratti sono stati pubblicati all'interno della raccolta Mistica oggettiva.

## Edizioni
Volume 1
- (DE) Adrienne von Speyr, Johannes. Das Wort wird Fleisch. Betrachtungen über das Johannesevangelium Kapitel 1-5, Einsiedeln, Johannes Verlag, 1949.
- (EN) Adrienne von Speyr, The Word: A Meditation on the Prologue to St. John's Gospel, traduzione di Alexander Dru, Londra, Collins, 1953.
- Adrienne von Speyr, S. Giovanni. Esposizione contemplativa del suo Vangelo. Il Verbo si fa carne. Riflessione sui capitoli 1-5 dal Vangelo di Giovanni, traduzione di Carlo Danna, Milano, Jaca Book, 1982, ISBN 88-16-30124-4.
- (FR) Adrienne von Speyr, Jean. Le Verbe se fait chair. Méditations sur le prologue de l'Evangile selon saint Jean, traduzione di Elisabeth Steinmann e Madi Lépine, Parigi, Lethielleux, 1987.
- (EN) Adrienne von Speyr, John. The Word Becomes Flesh: Meditations on John 1-5, San Francisco, Ignatius Press, 1994, ISBN 978-0-89870-411-2.
- (DE) Adrienne von Speyr, Johannes. Das Wort wird Fleisch. Betrachtungen über das Johannesevangelium Kapitel 1-5, 2ª ed., Johannes Verlag, 2004, ISBN 978-3-89411-236-3.
- (ES) Adrienne von Speyr, La Palabra se hace carne. Meditaciones sobre el Evangelio según San Juan: capítulos 1-5, traduzione di Juan M. Sara, Madrid, Ediciones San Juan, 2004, ISBN 987-21333-2-8.

Volume 2
- (DE) Adrienne von Speyr, Johannes. Die Streitreden. Betrachtungen über das Johannesevangelium Kapitel 6-12, Einsiedeln, Johannes Verlag, 1949, ISBN 978-3-89411-237-0.
- Adrienne von Speyr, San Giovanni. Esposizione contemplativa del suo Vangelo. I discorsi polemici, traduzione di Carlo Danna, Milano, Jaca Book, 1989, ISBN 88-16-30169-4.
- (EN) Adrienne von Speyr, John. The Discourses of Controversy: Meditations on John 6-12, San Francisco, Ignatius Press, 1993, ISBN 0-89870-412-X.

Volume 3
- (DE) Adrienne von Speyr, Johannes. Die Abschiedsreden. Betrachtungen über das Johannesevangelium Kapitel 13-17, Einsiedeln, Johannes Verlag, 1948, ISBN 978-3-89411-238-7.
- (EN) Adrienne von Speyr, John. The Farewell Discourses: Meditations on John 13-17, San Francisco, Ignatius Press, 1987, ISBN 0-89870-111-2.

Volume 4
- (DE) Adrienne von Speyr, Johannes. Geburt der Kirche. Betrachtungen über das Johannesevangelium Kapitel 18-21, Einsiedeln, Johannes Verlag, 1949.
- (EN) Adrienne von Speyr, John. The Birth of the Church: Meditations on John 18-21, San Francisco, Ignatius Press, 1991, ISBN 978-0-89870-368-9.
- (DE) Adrienne von Speyr, Johannes. Geburt der Kirche. Betrachtungen über das Johannesevangelium Kapitel 18-21, 2ª ed., Johannes Verlag, 1998, ISBN 978-3-89411-239-4.